# Psallus aethiops
Psallus aethiops är en insektsart som först beskrevs av Zetterstedt 1840.  Psallus aethiops ingår i släktet Psallus och familjen ängsskinnbaggar. Arten är reproducerande i Sverige. Inga underarter finns listade i Catalogue of Life.